# Siblingen
Siblingen je mjesto u Švicarskoj u kantonu Schaffhausen. Mjesto leži u Klettgauu. 

## Gospodarstvo
Većinom se živi od poljoprivrede.

## Znamenitosti

### Građevine
- Siblinger Randenturm

## Galerija
- Livada i pogled na Siblingen
- Siblingerrandenturm (toranj)

## Vanjske poveznice
- Službena stranica